# Кункейро, Альваро
А́льваро Кунке́йро Мо́ра (галис. Álvaro Cunqueiro Mora, 22 декабря 1911, Мондоньедо, провинция Луго, Галисия — 28 февраля 1981, Виго, провинция Понтеведра, Галисия) — галисийский поэт, прозаик и драматург, писал на галисийском и испанском языках. Псевдонимы — Patricio Mor, Álvaro Labrada, Manuel María Seoane.

## Биография

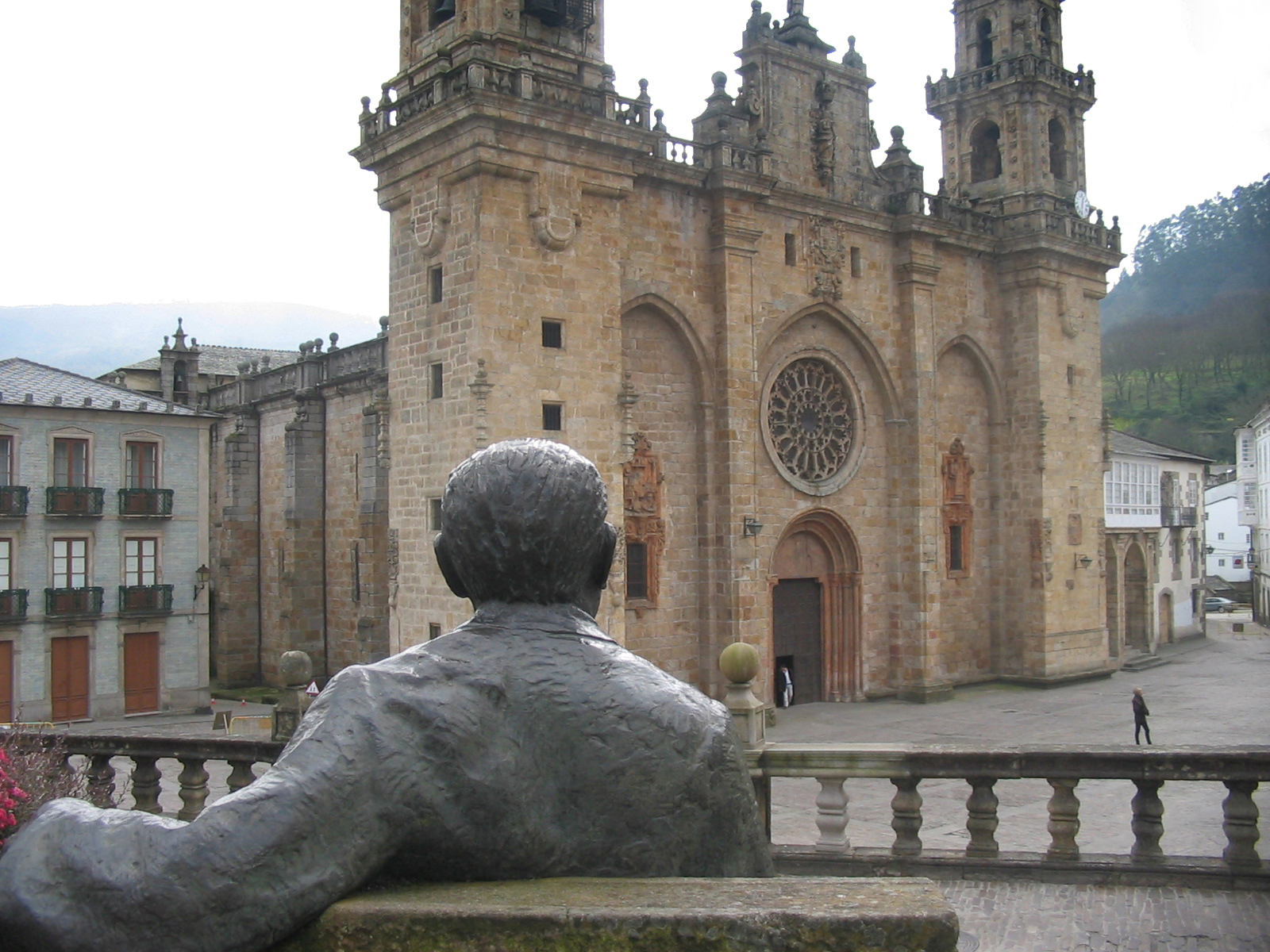
Памятник Альваро Кункейро, Мондоньедо

Учился в школе Луго вместе с Эваристо Корреа Кальдероном и Анхелем Фоле, затем на факультете философии и филологии университета Сантьяго-де-Компостела, но не окончил курс, занявшись журналистикой для разных изданий, таких как El Pueblo Gallego. Один из первых членов Галисийской партии, посещал Café Español, дружил с Франсиско Фернандесом дель Риего, Доминго Гарсия-Сабелем, Гонсало Торренте Бальестером, Рикардо Карбальо Калеро, Карлосом Масиде и Хосе Эйроа. В годы Гражданской войны сражался на стороне фалангистов, поступив на работу учителем в школу города Ортигейра. В 1939 году поселился в Мадриде, работал редактором ежедневной газеты ABC. В 1943 году вышел из рядов Фаланги, порвал с франкизмом, в 1946 году вернулся в Галисию. Работал в изданиях La Noche, El Progreso, La Voz de Galicia, La Región. С 1965 по 1970 год был главным редактором газеты Faro de Vigo. Похоронен на старом кладбище города Мондоньедо.

## Творчество
Творчество Альваро Кункейро, испытавшего влияние французских сюрреалистов, близко к галисийской песенной и сказочной традиции, включает элементы фантастики, мифологические мотивы античности, кельтского Средневековья. Лауреат Национальной премии критики (1959), премии Надаля (1968), член Галисийской Королевской Академии (1961). Ежегодные Дни галисийской литературы — праздник, который отмечается в Галисии с 1963 года, — были в 1991 году посвящены Кункейро. Произведения писателя переведены на основные европейские языки.

## Произведения

### На галисийском языке

#### Стихи
- Mar ao Norde (1932)
- Poemas do si e non (1933)
- Cantiga nova que se chama Riveira (1933)
- Dona do corpo delgado (1950)
- Palabras de víspera (1974)

#### Романы
- Merlin e familia (1955)
- Crónicas do sochantre (1956)
- Si o vello Sinbad volvese ás illas (1961)

#### Пьесы
- Función de Romeo e Xulieta (1956)
- O incerto señor Don Hamlet, Príncipe de Dinamarca (1958)
- A noite vai coma un río (1965)

#### Рассказы
- Escola de Menciñeiros (1960)
- Xente de aquí e de acolá (1971)
- Os outros feirantes (1979)

### На испанском языке
- Элегии и песни (Elegías y canciones, 1940, стихи)
- Balada de las damas del tiempo pasado (1945)
- Crónica de la derrota de las naciones (1954)
- Las mocedades de Ulises (1960)
- Flores del año mil y pico de ave (1968)
- Человек, похожий на Ореста (Un hombre que se parecía a Orestes, 1969, роман)
- Vida y fugas de Fanto Fantini della Gherardesca (1972, роман)
- El año del cometa con la batalla de los cuatros reyes, 1974
- Tertulia de boticas prodigiosas y Escuela de curanderos (1976)

### Сводные издания
- Obra en galego completa Vol. I—IV. Vigo: Ed. Galaxia, 1991.
- Poesía en galego completa. Madrid: Visor, 2003.
- Obras literarias. Vol. I—II. Madrid: Biblioteca Castro, 2006.

### Публикации на русском языке
- Человек, который был похож на Ореста, и другие истории. Пер.с испанского и галисийского. М.: Радуга, 1990 (переизд. 1993)
- Из книги «Сказки и легенды моря». О ЗНАМЕНИТЫХ ПЛАВАНИЯХ И СЛАВНЫХ МОРЕХОДАХ, С ПРИБАВЛЕНИЕМ НОВЕЙШИХ СВЕДЕНИЙ О ЛЕТУЧЕМ ГОЛЛАНДЦЕ